# Бативля
Бативля — річка у Єльському районі Гомельської області, ліва притока Словечни (басейн Дніпра).

## Опис
Довжина річки 23 км, похил річки — 0,3 м/км. Площа басейну 830 км².
Притоки: Славешинка (права).

## Розташування
Бере початок на північній стороні від села Заброд'є Єльського району. Тече переважно на південний схід через село Валавську Рудню і біля села Кузмічи впадає у річку Словечну, праву притоку Прип'яті.